# BMW F22/F23
Als BMW 2er wird eine Baureihe von Modellen der Kompaktklasse des deutschen Automobilherstellers BMW bezeichnet. Angeboten wurden ab 2014 ein Coupé (intern: F22) und ab 2015 ein Cabriolet (intern F23). Von der Coupévariante gibt es mit dem BMW M235i Racing bzw. seit 2018 BMW M240i Racing genannt, auch zwei Motorsportvarianten für den Kundensport.

## Modellgeschichte
Das Coupé wurde ab November 2013 produziert und ab dem 8. März 2014 angeboten. Formal erstmals öffentlich gezeigt wurde es auf der North American International Auto Show (NAIAS) 2014.
Als Coupé löste der 2er die entsprechende Variante der ersten 1er-Reihe ab und ist gleichzeitig das Schwestermodell des BMW F20. Das Cabriolet löst jenes der 1er-Reihe ab. Dies bedeutet, dass BMW seine Coupés bzw. Cabrios unter einer jeweils eigenen Typenbezeichnung führt. Das 2er Cabriolet (F23) wurde am 10. September 2014 erstmals im Internet gezeigt, hatte die Öffentlichkeitspremiere formal auf der Mondial de l’Automobile 2014 und wurde in Deutschland am 28. Februar 2015 eingeführt. Ende 2015 kam der erste M2 auf den Markt.
2017 wurde ein Facelift durchgeführt.
2018 und 2019 wurden noch leistungsstärkere M2-Versionen vorgestellt.
Im Juli 2021 wurde das Nachfolgemodell G42 vorgestellt. Es wird nur noch als Coupé angeboten.

## Karosserie und Design
Das 2er Coupé und Cabriolet wurden, wie der BMW X1 und der fünftürige 1er, im sächsischen BMW-Werk in Leipzig produziert. Das Fahrzeug soll eine Hommage an den BMW 2002 darstellen.
Die Karosserie wurde gegenüber dem Vorgänger etwas vergrößert, in der Länge um 70 mm auf 4,43 Meter, in Breite und Radstand je 30 mm, die Spur um 40 mm. Damit wachsen auch Kopf-, Schulter- und Beinfreiheit sowie der Kofferraum (um 20 auf 390 Liter). Das Gewicht blieb gleich, während der Luftwiderstandsbeiwert (cW-Wert) auf 0,29 verbessert wurde.
Neue Gestaltungsmerkmale sind die seitliche Sicke, ausgestellte Radhäuser und vier Konturlinien auf der Motorhaube, ebenso der Heckbereich mit den beiden Auspuffendrohren. Die Heckleuchten sind jeweils einteilig ausgeführt und haben Lichtbalken in L-Form mit LED-Technik.
Neben dem Basismodell wurden vier weitere Ausstattungspakete angeboten: „Advantage“, „Luxury Line“, „Sport Line“ und „M Sport“.

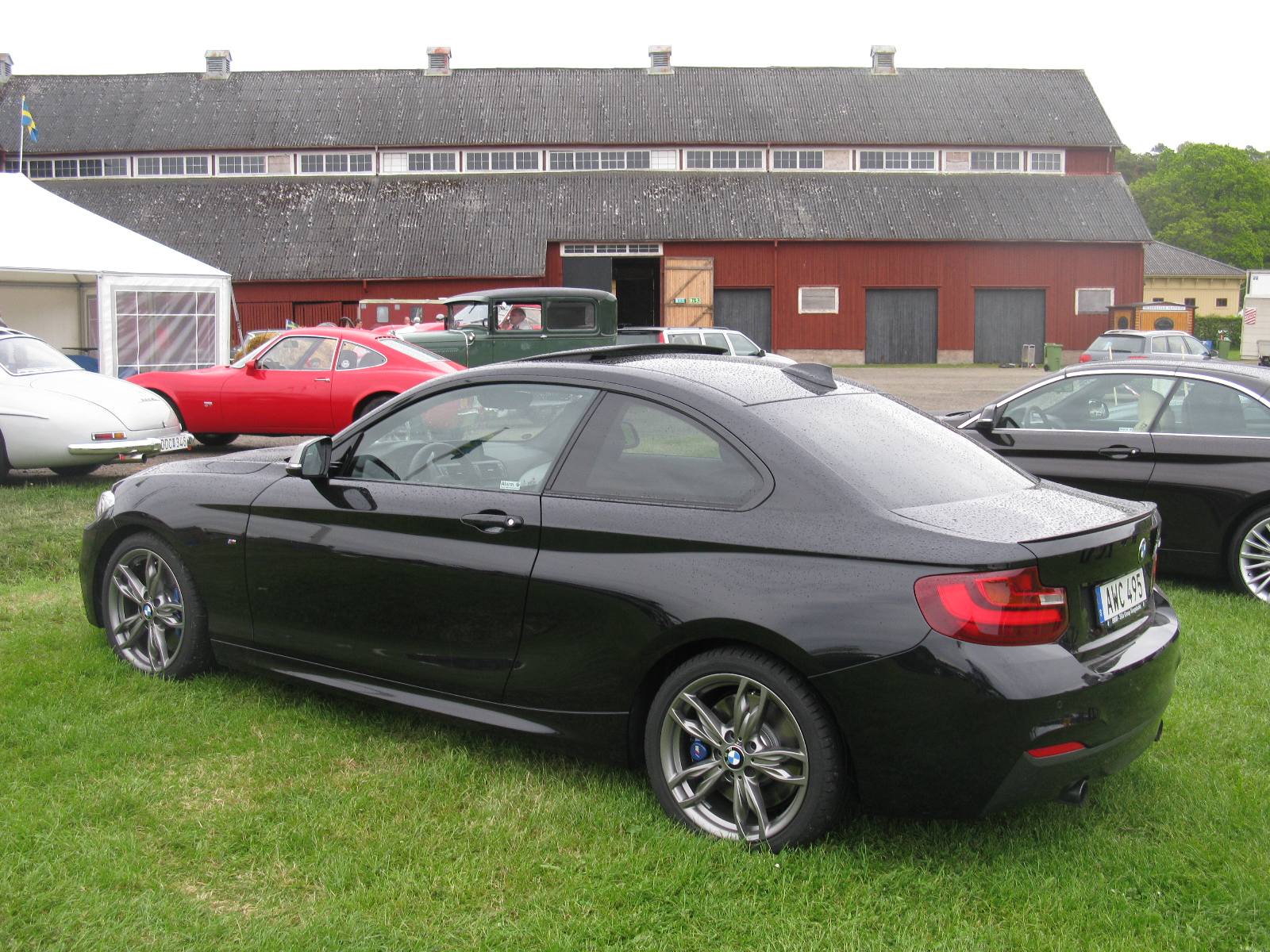
BMW M235i Coupé
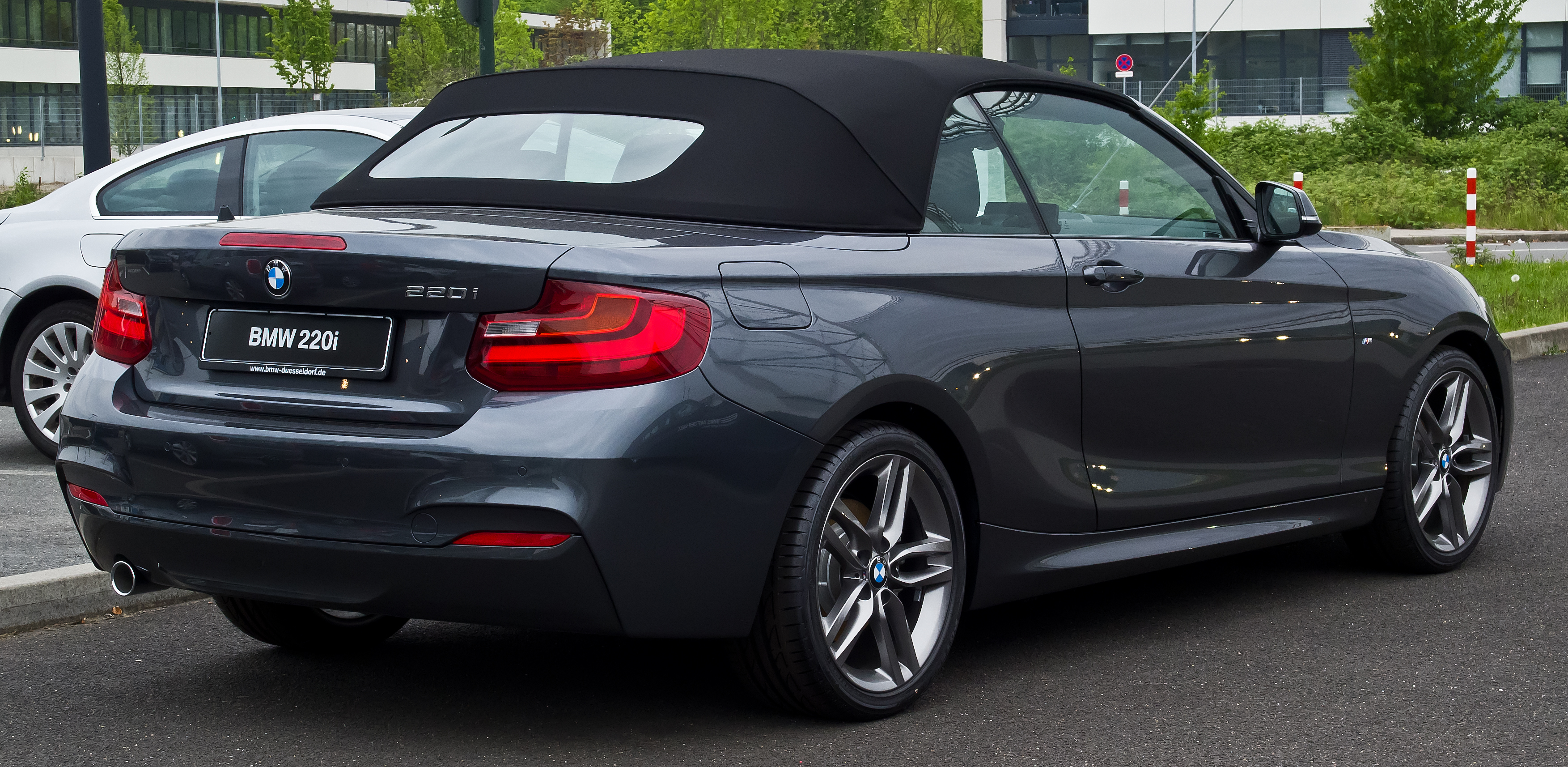
BMW 220i Cabriolet M Sport (2015–2017)
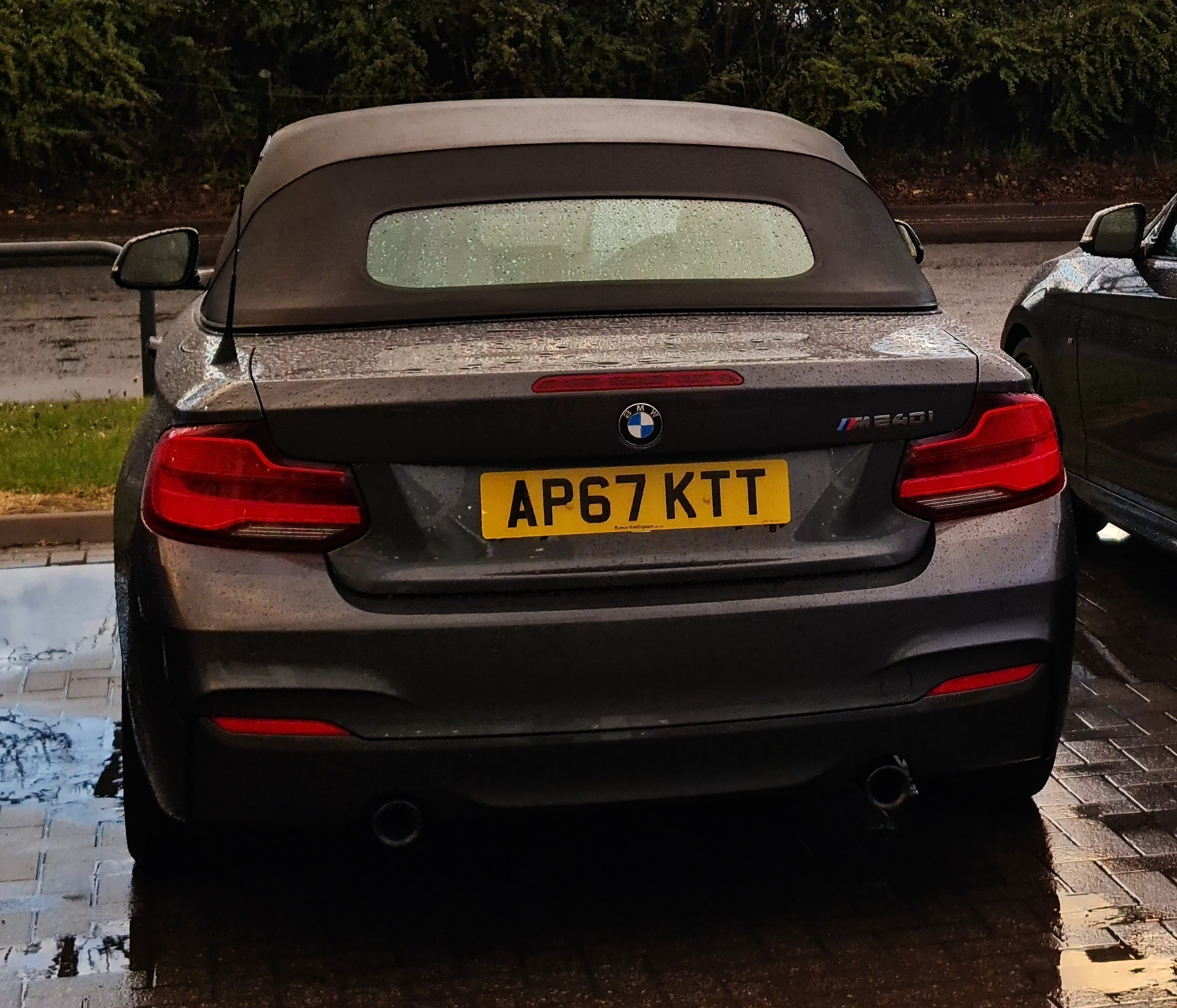
BMW 240i Cabriolet (2017–2021)
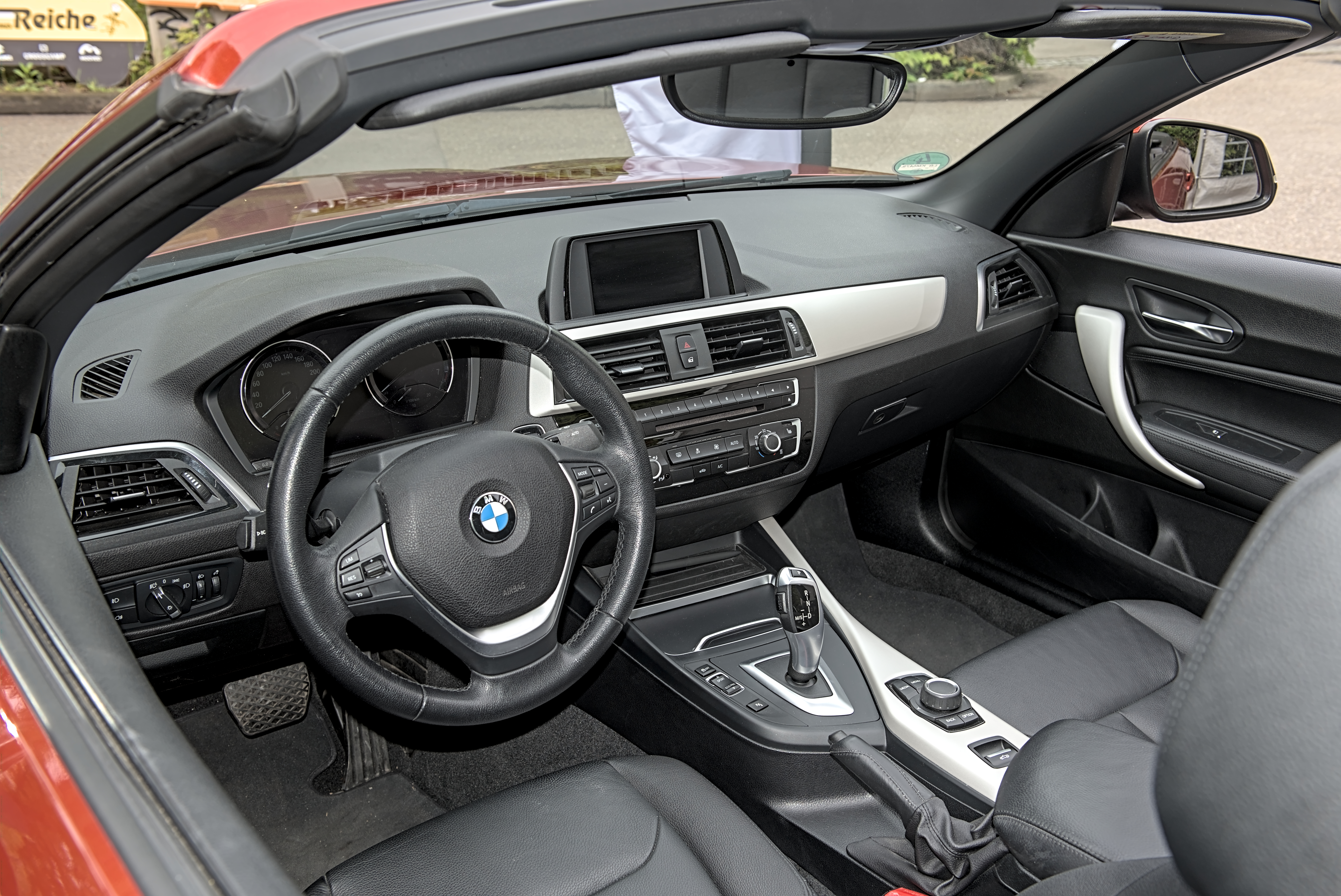
Interieur

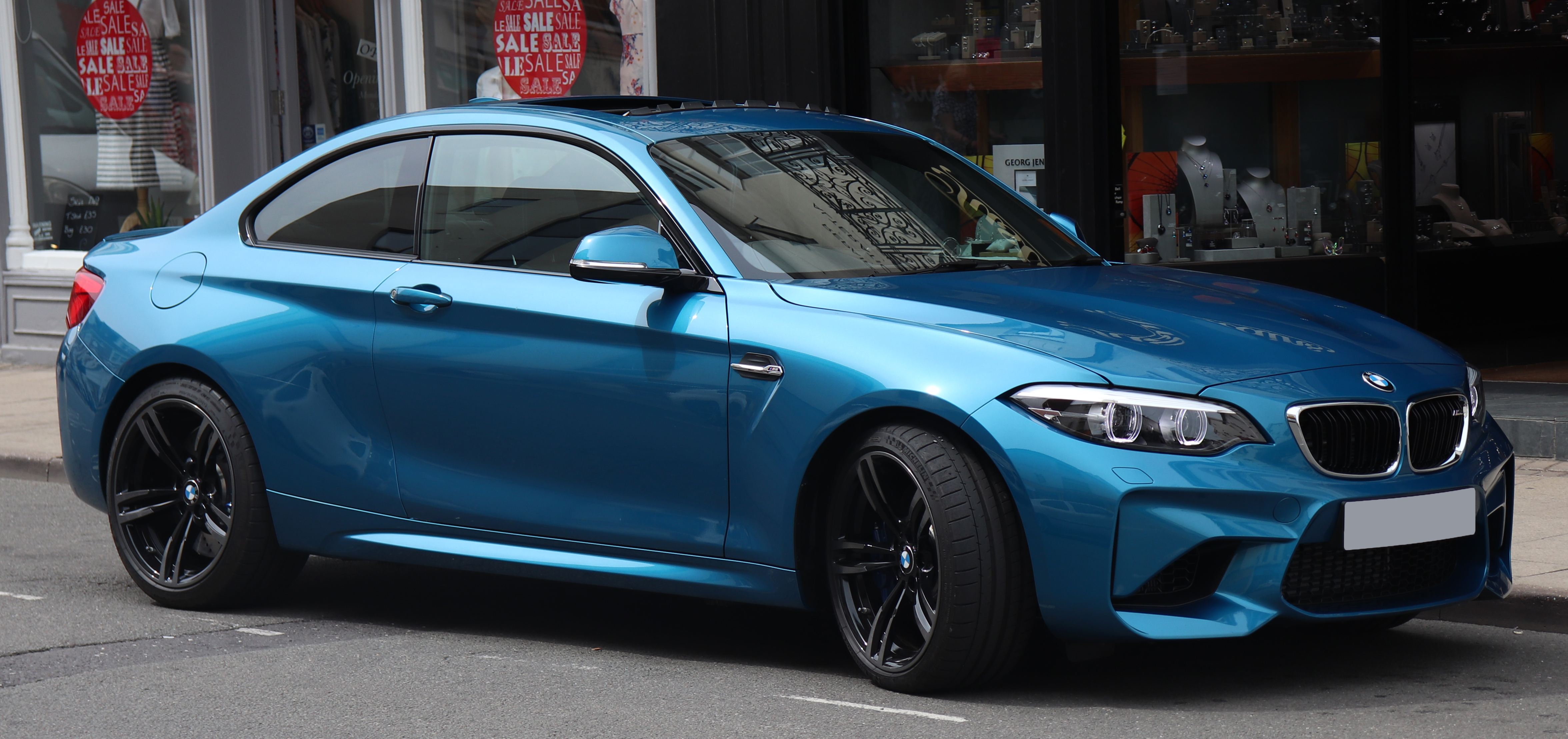
BMW M2 (2017–2018)
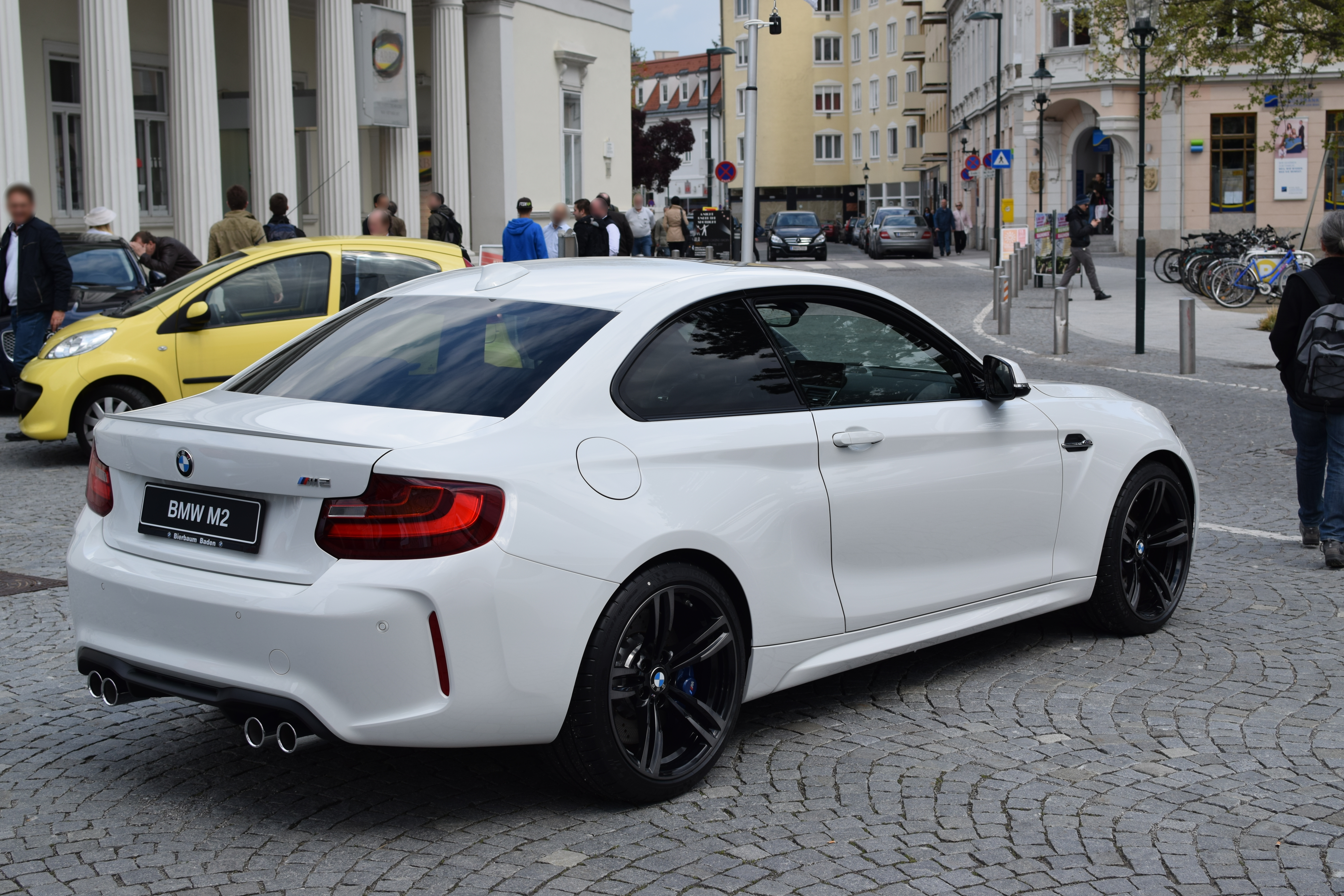
BMW M2 (2016–2017), 272 kW (370 PS) Heckansicht
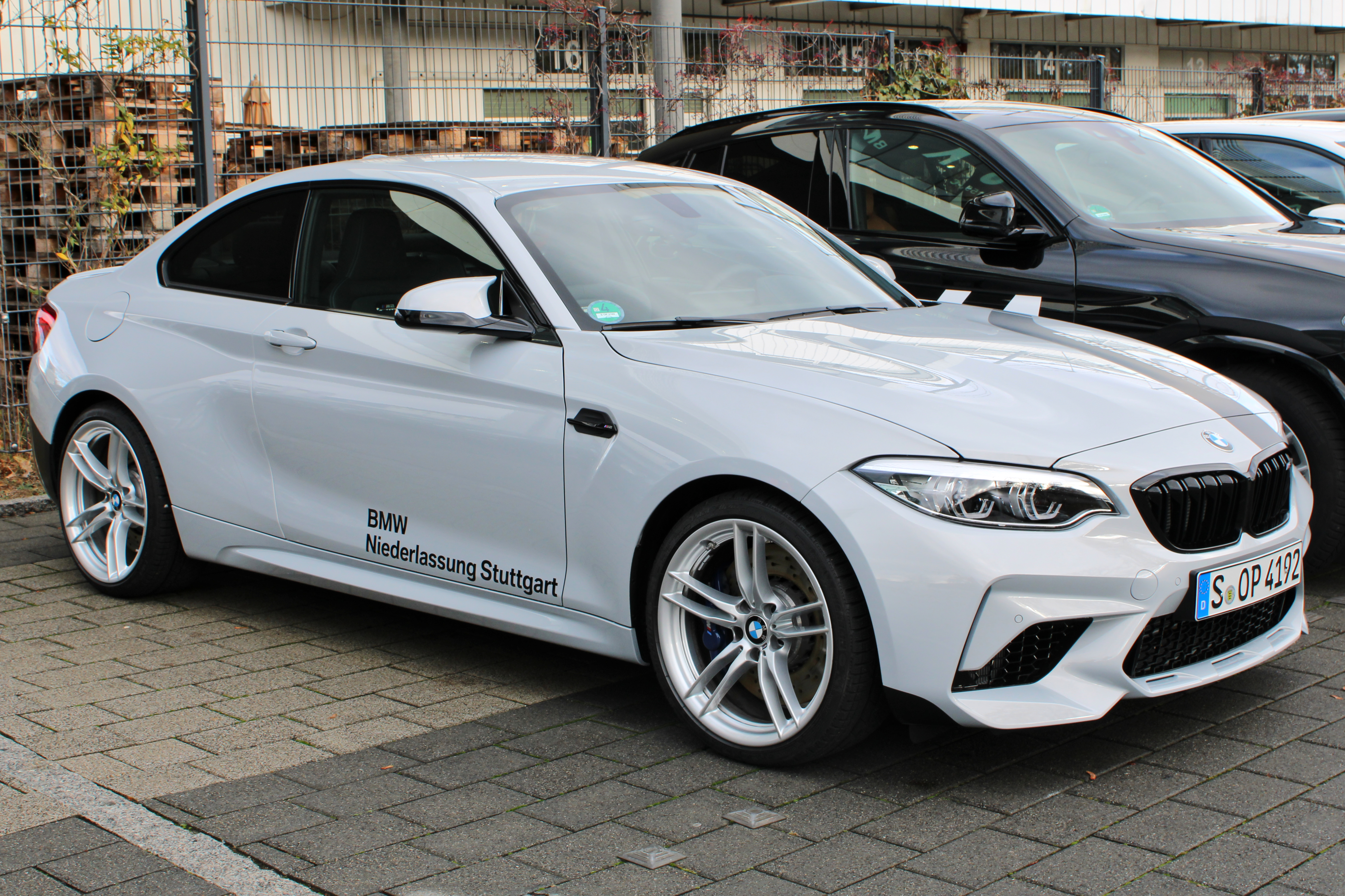
BMW M2 Competition, (2018–2021) 302 kW (410 PS)
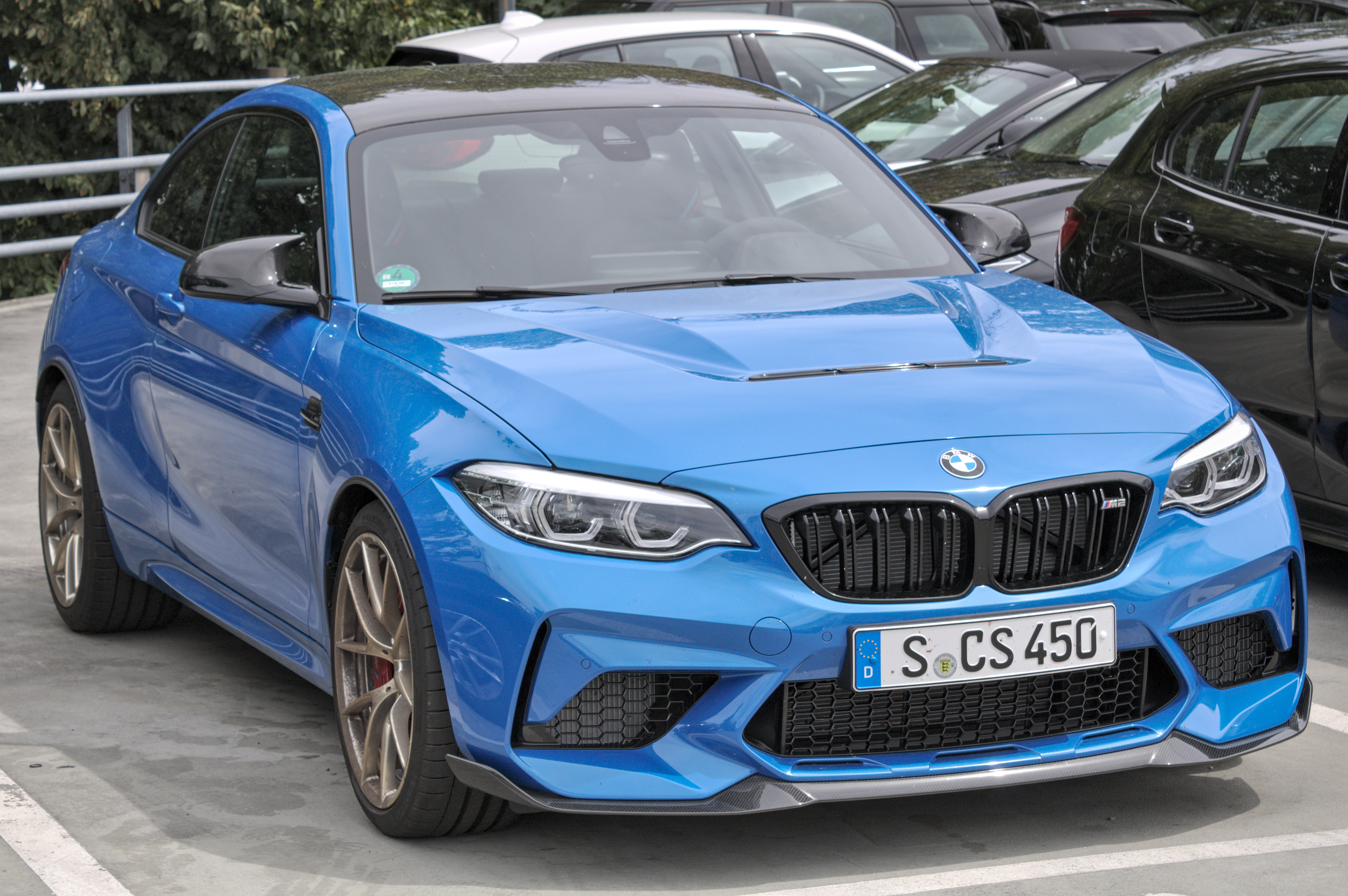
BMW M2 CS, (2020) 331 kW (450 PS)

## Modellpflege
Im Sommer 2017 fand eine Modellpflege statt. Dabei wurden die Heckleuchten und die Formgebung der Frontscheinwerfer überarbeitet; letztere sind seitdem in LED-Technik serienmäßig.

## Motoren
Zum Marktstart des 2er Coupé waren zwei Otto- und drei Dieselmotoren erhältlich: 220i mit einer maximalen Leistung von 135 kW (184 PS), M235i mit 240 kW (326 PS), 218d mit 105 kW (143 PS), 220d mit 135 kW (184 PS) und 225d mit 160 kW (218 PS). Zum Marktstart des 2er Cabriolet waren drei Otto- und ein Dieselmotor erhältlich: 220i, 228i, M235i und 220d. Das 220d Cabriolet wurde bereits mit dem neuen Baukastenmotor B47D20 mit 140 kW (190 PS) bestückt. Im September 2014 kündigte BMW an, dass ab November 2014 auch im 220d Coupé der neue Motor eingesetzt wird. Im Jahr 2015 wurde das Motorenangebot durch einen Dreizylinder-Ottomotor erweitert.
Einige Ottomotoren der 2er-Reihe sind mit Turboladern mit der sogenannten „Twin Scroll“-Technik ausgerüstet, TwinPower genannt. Durch diese Konstruktion wirken die Druckschwankungen der Abgasströme so, dass der Abgasgegendruck vermindert wird. Gaswechsel und damit Verbrauch, Leistung und Ansprechverhalten sollen dadurch verbessert werden.
Die Ottomotoren gibt es mit 1,5 sowie 2,0 oder 3,0 Litern Hubraum, variable Ventilsteuerung („VANOS“) und Benzindirekteinspritzung. Die Dieselmotoren besitzen eine Common-Rail-Einspritzung. Die in den drei Fahrzeugmodellen eingesetzten Motoren haben einen Hubraum von 2,0 Liter, geben jedoch unterschiedliche Leistungen ab.

### Ottomotoren
218i: Seit März 2015 ist dies das neue Einstiegsmodell. Es wird ein neuer Dreizylinder-Reihenmotor aus der Motorbaureihe BMW B38, mit 1,5 Litern Hubraum eingebaut. Dieser leistet maximal 100 kW (136 PS) und hat ein maximales Drehmoment von 220 Nm. Der kombinierte Kraftstoff-Normverbrauch wird mit 5,1 bis 5,6 Liter auf 100 Kilometer angegeben.
220i: Der Vierzylinder-Ottomotor war beim Marktstart im Jahr 2014 das Einstiegsmodell. Er verfügt über zwei Liter Hubraum, hat eine maximale Leistung von 135 kW (184 PS) und bietet ein maximales Drehmoment von 270 Nm. Mit manuellem Schaltgetriebe liegt der kombinierte, durchschnittliche Verbrauch bei 6,1 bis 6,3 Liter Kraftstoff auf 100 Kilometer.
228i: Das Modell mit Vierzylinder-Ottomotor wurde von 2014 bis 2016 verkauft. Es verfügt über zwei Liter Hubraum, hat eine maximale Leistung von 180 kW (245 PS) und ein maximales Drehmoment von 350 Nm.
230i: Der Vierzylinder-Ottomotor aus der Motorbaureihe BMW B48 mit zwei Liter Hubraum wird seit 2016 angeboten, hat eine maximale Leistung von 185 kW (252 PS) und bietet ein maximales Drehmoment von 350 Nm.
M235i: Das von 2013 bis 2016 angebotene Modell hat einen drei Liter großen Reihensechszylinder-Ottomotor (N55). Die maximale Leistung beträgt 240 kW (326 PS) und das Drehmoment maximal 450 Nm bei einem kombinierten Kraftstoff-Normverbrauch von 7,6 bis 8,1 Liter auf 100 Kilometer, je nach Getriebeart.
M240i: Der (B58) Reihensechszylinder-Ottomotor hat drei Liter Hubraum, leistet maximal 250 kW (340 PS) und hat 500 Nm maximales Drehmoment bei einem kombinierten Kraftstoff-Normverbrauch von 7,1 bis 7,8 Liter auf 100 Kilometer, je nach Getriebeart.
M2: Das leistungsstärkste Aggregat (N55) hat ebenfalls drei Liter Hubraum, leistet maximal 272 kW (370 PS) und hat 465 Nm maximales Drehmoment bei einem kombinierten Normverbrauch von 7,9 bis 8,5 Liter Kraftstoff auf 100 Kilometer. Der Motor ist nur für das Coupé verfügbar.
M2 Competition: Im Frühjahr 2018 präsentierte BMW mit dem maximal 302 kW (410 PS) leistenden M2 Competition ein neues Topmodell der Baureihe. Der Dreiliter-Ottomotor S55 aus dem F8X ist auch nur für das Coupé erhältlich.
M2 CS: Der 331 kW (450 PS) starke M2 CS wurde Anfang November 2019 vorgestellt. Er ist nur als Coupé verfügbar und verfügt über denselben Motor wie der Competition mit leicht erhöhter Leistung.

### Dieselmotoren
218d: Der Dieselmotor hat zwei Liter Hubraum, leistet maximal 105 kW (143 PS) und hat ein maximales Drehmoment von 320 Nm bei einem kombinierten Kraftstoffverbrauch von 4,3 bis 4,5 Liter auf 100 Kilometer.
220d: Bei gleichem Hubraum leistet der Motor anfangs maximal 135 kW (184 PS) und hat 380 Nm maximales Drehmoment und verbraucht 4,5 bis 4,8 Liter auf 100 Kilometer im kombinierten Normzyklus. Im September 2014 kündigte BMW an, den 220d mit dem neuen Baukastenmotor B47 auszustatten, mit 140 kW (190 PS) und 400 Nm. Dabei sinkt der kombinierte Kraftstoff-Normverbrauch auf 4,1 bis 4,4 l/100 km, mit dem optionalen Automatikgetriebe auf 3,8 bis 4,1 l/100 km.
225d: Das Topmodell besitzt 160 kW (218 PS) maximale Leistung und hat ein maximales Drehmoment von 450 Nm. Der kombinierte Kraftstoff-Normverbrauch soll mit dem serienmäßigen 8-Stufen-Automatikgetriebe bei 4,7 Liter auf 100 Kilometer liegen. Seit Juli 2015 leistet der Motor maximal 165 kW (224 PS); verstellbare Leitschaufeln vor der Turbine der Turbolader (Variable-Turbinengeometrie-Lader) gibt es ab diesem Zeitpunkt an beiden Ladern, zuvor nur beim Hochdrucklader.

## Motorsport
Für den Kundensport verkauft BMW seit 2014 auf dem M235i basierende Rennfahrzeuge als BMW M235i Racing, die in einigen Punkten angepasst wurden: Unter anderem haben sie einen Stahlkäfig, den 85 Liter fassenden Sicherheitstank sowie den verstärkten Vorderbau aus dem BMW M4 2018 wurde ein Facelift durchgeführt und die Bezeichnung an das Straßenfahrzeug auf BMW M240i Racing angepasst. Fahrzeuge die noch auf dem M235i basieren können mittels „Evo-Paket“ an den M240i angepasst werden. Zum Einsatz kommen die Fahrzeuge z. B. in einem Markenpokal innerhalb der VLN. Ab 2020 kommt für den Kundensport der M2 CS zum Einsatz.

## Technische Daten

### Ottomotoren
| Modell                                                          | 218i                       | 218i                        | 220i                        | 220i                        | 228i                        | 230i                        | M235i / M235i xDrive                                   | M240i / M240i xDrive                                   | M2 (1)                      | M2 Competition (1)         | M2 CS (1)                 |
| --------------------------------------------------------------- | -------------------------- | --------------------------- | --------------------------- | --------------------------- | --------------------------- | --------------------------- | ------------------------------------------------------ | ------------------------------------------------------ | --------------------------- | -------------------------- | ------------------------- |
| Bauzeitraum                                                     | 03/2015–10/2020            | 11/2020–07/2021             | 11/2013–07/2016             | 07/2016–07/2021             | 07/2014–07/2016             | 07/2016–07/2021             | 11/2013–06/2016                                        | 07/2016–07/2021                                        | 10/2015–06/2018             | 09/2018–07/2021            | 03/2020–09/2020           |
| Motorart                                                        | Ottomotor                  | Ottomotor                   | Ottomotor                   | Ottomotor                   | Ottomotor                   | Ottomotor                   | Ottomotor                                              | Ottomotor                                              | Ottomotor                   | Ottomotor                  | Ottomotor                 |
| Motorbauart                                                     | Dreizylinder-Reihenmotor   | Vierzylinder-Reihenmotor    | Vierzylinder-Reihenmotor    | Vierzylinder-Reihenmotor    | Vierzylinder-Reihenmotor    | Vierzylinder-Reihenmotor    | Sechszylinder-Reihenmotor                              | Sechszylinder-Reihenmotor                              | Sechszylinder-Reihenmotor   | Sechszylinder-Reihenmotor  | Sechszylinder-Reihenmotor |
| Gemischaufbereitung                                             | Benzindirekteinspritzung   | Benzindirekteinspritzung    | Benzindirekteinspritzung    | Benzindirekteinspritzung    | Benzindirekteinspritzung    | Benzindirekteinspritzung    | Benzindirekteinspritzung                               | Benzindirekteinspritzung                               | Benzindirekteinspritzung    | Benzindirekteinspritzung   | Benzindirekteinspritzung  |
| Motoraufladung                                                  | Abgasturbolader            | Twin-Scroll-Abgasturbolader | Twin-Scroll-Abgasturbolader | Twin-Scroll-Abgasturbolader | Twin-Scroll-Abgasturbolader | Twin-Scroll-Abgasturbolader | Twin-Scroll-Abgasturbolader                            | Twin-Scroll-Abgasturbolader                            | Twin-Scroll-Abgasturbolader | Bi-Abgasturbolader         | Bi-Abgasturbolader        |
| variable Ventilsteuerung                                        | Valvetronic                | Valvetronic                 | Valvetronic                 | Valvetronic                 | Valvetronic                 | Valvetronic                 | Valvetronic                                            | Valvetronic                                            | Valvetronic                 | Valvetronic                | Valvetronic               |
| Nockenwellenverstellung                                         |                            | Doppel-VANOS                | Doppel-VANOS                | Doppel-VANOS                | Doppel-VANOS                | Doppel-VANOS                |                                                        |                                                        |                             |                            |                           |
| Motortyp                                                        | B38B15A                    | B48B20A                     | N20B20                      | B48B20                      | N20B20                      | B48B20                      | N55B30                                                 | B58B30                                                 | N55B30                      | S55B30                     | S55B30                    |
| Hubraum                                                         | 1499 cm³                   | 1998 cm³                    | 1997 cm³                    | 1998 cm³                    | 1997 cm³                    | 1998 cm³                    | 2979 cm³                                               | 2998 cm³                                               | 2979 cm³                    | 2979 cm³                   | 2979 cm³                  |
| max. Leistung bei 1/min                                         | 100 kW (136 PS)/ 4500–6000 | 100 kW (136 PS)/ 4400-6000  | 135 kW (184 PS)/ 5000–6250  | 135 kW (184 PS)/ 5000       | 180 kW (245 PS)/ 5000–6500  | 185 kW (252 PS)/ 5200       | 240 kW (326 PS)/ 5800–6000                             | 250 kW (340 PS)/ 5500                                  | 272 kW (370 PS)/ 6500       | 302 kW (410 PS)/ 5230–7000 | 331 kW (450 PS)/ 6250     |
| max. Drehmoment bei 1/min                                       | 220 Nm/ 1250–4300          | 220 Nm/ 1350–4300           | 270 Nm/ 1250–4500           | 270 Nm/ 1350–4600           | 350 Nm/ 1250–4800           | 350 Nm/ 1450–4800           | 450 Nm/ 1300–4500                                      | 500 Nm/ 1520–4500                                      | 465 Nm/ 1400–5560           | 550 Nm/ 2350–5230          | 550 Nm/ 2350–5500         |
| Getriebe, serienmäßig                                           | 6-Gang-Schaltgetriebe      | 6-Gang-Schaltgetriebe       | 6-Gang-Schaltgetriebe       | 6-Gang-Schaltgetriebe       | 6-Gang-Schaltgetriebe       | 6-Gang-Schaltgetriebe       | 6-Gang-Schaltgetriebe / 8-Stufen-Automatikgetriebe (2) | 6-Gang-Schaltgetriebe / 8-Stufen-Automatikgetriebe (2) | 6-Gang-Schaltgetriebe       | 6-Gang-Schaltgetriebe      | 6-Gang-Schaltgetriebe     |
| Getriebe, optional                                              | 8-Stufen-Automatikgetriebe | 8-Stufen-Automatikgetriebe  | 8-Stufen-Automatikgetriebe  | 8-Stufen-Automatikgetriebe  | 8-Stufen-Automatikgetriebe  | 8-Stufen-Automatikgetriebe  | 8-Stufen-Automatikgetriebe                             | 8-Stufen-Automatikgetriebe                             | 7-Gang-DKG                  | 7-Gang-DKG                 | 7-Gang-DKG                |
| Antrieb, serienmäßig                                            | Hinterradantrieb           | Hinterradantrieb            | Hinterradantrieb            | Hinterradantrieb            | Hinterradantrieb            | Hinterradantrieb            | Hinterradantrieb                                       | Hinterradantrieb                                       | Hinterradantrieb            | Hinterradantrieb           | Hinterradantrieb          |
| Antrieb, optional                                               | –                          | –                           | –                           | –                           | –                           | –                           | Allradantrieb                                          | Allradantrieb                                          | –                           | –                          | –                         |
| Beschleunigung, 0 bis 100 km/h in s                             | 8,8 (8,9)                  | 8,8 (8,9)                   | 7,0 (7,0)                   | 7,1 (7,2)                   | 5,8 (5,7)                   | 5,8 (5,6)                   | 5,0 (4,8) [4,6]                                        | 4,8 (4,6) [4,4]                                        | 4,5 (4,3)                   | 4,4 (4,2)                  | 4,2 (4,0)                 |
| Höchstgeschwindigkeit in km/h                                   | 210 (210)                  | 210 (210)                   | 235 (230)                   | 235 (230)                   | 250 (250)                   | 250 (250)                   | 250 (250) [250]                                        | 250 (250) [250]                                        | 250 (250) 270 (270) (3)     | 250 (250) 280 (280) (3)    | 280                       |
| Leergewicht, nach EU                                            | 1415 (1435)                | 1490 (1510)                 | 1425 (1440)                 | 1455 (1475)                 | 1460 (1480)                 | 1475 (1500)                 | 1530 (1545) [1600]                                     | 1545 (1560)                                            | 1570 (1590)                 | 1625 (1650)                | 1625 (1650)               |
| Tankinhalt                                                      | 52 l                       | 52 l                        | 52 l                        | 52 l                        | 52 l                        | 52 l                        | 52 l                                                   | 52 l                                                   | 52 l                        | 52 l                       | 52 l                      |
| Kraftstoffverbrauch nach ECE-Fahrzyklus, kombiniert in l/100 km | 6,0–6,2 (5,7–5,9)          | 6,8–7,0 (6,0–6,1)           | 6,1–6,3                     | 5,7–6,1 (5,5–5,9)           | 6,6 (6,3)                   | 6,2–6,4 (5,7–5,9)           | 8,1 (7,6) [7,8]                                        | 7,8 (7,1) [7,4]                                        | 8,5 (7,9)                   | 9,8–10,0 (9,0–9,2)         | 10,2–10,4 (9,4–9,6)       |
| CO2-Emission, kombiniert in g/km                                | 118–130 (118–129)          | 157–160 (137–140)           | 142 (134)                   | 131–140 (126–135)           | 154 (148)                   | 142–147 (130–134)           | 189 (176) [182]                                        | 179 (163) [169]                                        | 199 (185)                   | 224–227 (206–209)          | 233–238 (214–219)         |

Werte in runden Klammern ( ) gelten für das Modell mit Automatikgetriebe, Werte in eckigen Klammern [ ] für Fahrzeuge mit Allradantrieb.

### Dieselmotoren
| Modell                                                          | 218d                                            | 218d                                            | 220d                                            | 220d / 220d xDrive                                     | 225d                                            | 225d                                            |
| --------------------------------------------------------------- | ----------------------------------------------- | ----------------------------------------------- | ----------------------------------------------- | ------------------------------------------------------ | ----------------------------------------------- | ----------------------------------------------- |
| Bauzeitraum                                                     | 11/2013–07/2015                                 | 07/2015–11/2020                                 | 11/2013–10/2014                                 | 11/2014–11/2020                                        | 11/2013–07/2015                                 | 07/2015–06/2019                                 |
| Motorart                                                        | Dieselmotor                                     | Dieselmotor                                     | Dieselmotor                                     | Dieselmotor                                            | Dieselmotor                                     | Dieselmotor                                     |
| Motorbauart                                                     | Vierzylinder-Reihenmotor                        | Vierzylinder-Reihenmotor                        | Vierzylinder-Reihenmotor                        | Vierzylinder-Reihenmotor                               | Vierzylinder-Reihenmotor                        | Vierzylinder-Reihenmotor                        |
| Gemischaufbereitung                                             | Common-Rail-Direkteinspritzung                  | Common-Rail-Direkteinspritzung                  | Common-Rail-Direkteinspritzung                  | Common-Rail-Direkteinspritzung                         | Common-Rail-Direkteinspritzung                  | Common-Rail-Direkteinspritzung                  |
| Motoraufladung                                                  | Abgasturbolader mit variabler Turbinengeometrie | Abgasturbolader mit variabler Turbinengeometrie | Abgasturbolader mit variabler Turbinengeometrie | Abgasturbolader mit variabler Turbinengeometrie        | Registeraufladung aus zwei Abgasturboladern (1) | Registeraufladung aus zwei Abgasturboladern (2) |
| Motortyp                                                        | N47D20                                          | B47D20                                          | N47D20                                          | B47D20                                                 | N47D20                                          | B47D20                                          |
| Hubraum                                                         | 1995 cm³                                        | 1995 cm³                                        | 1995 cm³                                        | 1995 cm³                                               | 1995 cm³                                        | 1995 cm³                                        |
| max. Leistung bei 1/min                                         | 105 kW (143 PS)/ 4000                           | 110 kW (150 PS)/ 4000                           | 135 kW (184 PS)/ 4000                           | 140 kW (190 PS)/ 4000                                  | 160 kW (218 PS)/ 4400                           | 165 kW (224 PS)/ 4400                           |
| max. Drehmoment bei 1/min                                       | 320 Nm/ 1750–2500                               | 320 Nm/ 1500–3000                               | 380 Nm/ 1750–2750                               | 400 Nm/ 1750–2500                                      | 450 Nm/ 1750–2500                               | 450 Nm/ 1500–3000                               |
| Getriebe, serienmäßig                                           | 6-Gang-Schaltgetriebe                           | 6-Gang-Schaltgetriebe                           | 6-Gang-Schaltgetriebe                           | 6-Gang-Schaltgetriebe / 8-Stufen-Automatikgetriebe (3) | 8-Stufen-Automatikgetriebe                      | 8-Stufen-Automatikgetriebe                      |
| Getriebe, optional                                              | 8-Stufen-Automatikgetriebe                      | 8-Stufen-Automatikgetriebe                      | 8-Stufen-Automatikgetriebe                      | 8-Stufen-Automatikgetriebe                             | –                                               | –                                               |
| Antrieb, serienmäßig                                            | Hinterradantrieb                                | Hinterradantrieb                                | Hinterradantrieb                                | Hinterradantrieb                                       | Hinterradantrieb                                | Hinterradantrieb                                |
| Antrieb, optional                                               | –                                               | –                                               | –                                               | Allradantrieb (4)                                      | –                                               | –                                               |
| Beschleunigung, 0 bis 100 km/h in s                             | 8,9 (8,6)                                       | 8,4 (8,2)                                       | 7,2 (7,1)                                       | 7,1 (7,0) [6,9]                                        | (6,3)                                           | (6,2)                                           |
| Höchstgeschwindigkeit in km/h                                   | 213 (213)                                       | 213 (213)                                       | 230 (230) [225]                                 | 230 (230) [225]                                        | (242)                                           | (243)                                           |
| Leergewicht, nach EU                                            | 1430 (1450)                                     | 1450 (1470)                                     | 1450 (1465)                                     | 1465 (1485)                                            | (1495)                                          | (1505)                                          |
| Tankinhalt                                                      | 52 l                                            | 52 l                                            | 52 l                                            | 52 l                                                   | 52 l                                            | 52 l                                            |
| Kraftstoffverbrauch nach ECE-Fahrzyklus, kombiniert in l/100 km | 4,3 (4,2)                                       | 4,0–4,4 (3,8–4,2)                               | 4,5–4,8 (4,2–4,4)                               | 4,1–4,4 (3,8–4,1) [4,3–4,7]                            | (4,7)                                           | (4,3)                                           |
| CO2-Emission, kombiniert in g/km                                | 114 (111)                                       | 106 (101)                                       | 119 (111)                                       | 107–115 (99–107) [113–124]                             | (124)                                           | (114)                                           |

Werte in runden Klammern ( ) gelten für das Modell mit Automatikgetriebe, Werte in eckigen Klammern [ ] für Fahrzeuge mit Allradantrieb.